# Моно (народ)
Моно (англ. Mono) — племя индейцев, традиционно проживающее на юге горного массива Сьерра-Невада к югу от современного города Бриджпорт в штате Калифорния и на прилегающих землях Большого бассейна. Самоназвание — «Nim».

## Культура и география
В настоящее время большинство индейцев, как официально принадлежащих к племени, так и потомков от смешанных браков, проживают в городе Норт-Форк (North Fork) в округе Мадера, штат Калифорния, и соответственно называются «нортфоркские моно». Другие представители племени проживают по всей Калифорнии, в долине Сан-Хоакин, в том числе в округе Фресно, а также в области залива Сан-Франциско.
Племя нортфоркских моно состоит из кланов Золотого орла и Койота. До настоящего времени они сохраняют традиционный образ жизни моно: рыбалка, охота, сбор желудей, традиционная медицина, изготовление корзин, традиционные игры.
Церемонии, воспроизводящие традиционные ритуалы моно, проводятся в Музее Сьерра-Моно в Нортфорке, а также на ежегодной Индейской ярмарке в первый выходной день августа.

## Племенные группы
Моно разделены на западных и восточных. Примерной границей между ними является хребет Сьерра. Восточные моно иногда объединяются с северными пайютами. Западные моно традиционно обитали на южно-центральных холмах Сьерра-Невады.

## Язык
Язык моно относится к нумской ветви юто-ацтекской семьи.
Пример фразы:
Mun a hoo e boso. Mun a hoo e num. Mun a hoo to e hun noh pa teh.
Перевод:
«Привет моим друзьям. Привет народу моно. Привет людям всех мест».